# Château de Listowel
Le château de Listowel est un château situé dans la ville homonyme irlandaise, dans le comté de Kerry.
Construit au XVe siècle, il fut le dernier bastion à s'opposer à la reine Élisabeth Ire d'Angleterre lors de la première rébellion des Geraldines du Desmond et fut la dernière forteresse des Géraldines à se soumettre.
Il fut capturé le 5 novembre 1600 après 28 jours de siège par Sir Charles Wilmot (en), qui fit exécuter la garnison du château pendant les jours qui suivirent. Le château est l'un des meilleurs exemples caractérisant l'architecture anglo-normande dans le comté de Kerry, il a aujourd'hui été restauré de manière à retrouver un peu de son lustre d'antan. Il est ouvert au public tous les jours.
Le château devint la propriété de la famille Hare, qui détenait le titre de Comte de Listowel (en), après l'avoir arraché aux Fitzmaurice, alors chevaliers du Kerry (en). Il s'agit maintenant d'un monument national.
Aujourd'hui, les vestiges du château sont composés de deux de ses quatre tours qui sont reliées par une imposante courtine, et d'une arche au-dessous des remparts, une particularité peu commune. Des fouilles archéologiques et les registres du château révèlent qu'à l'origine, il ressemblait au château de Bunratty, situé dans le comté de Clare. En 2005, des travaux de restauration furent entrepris par la Commission des Travaux Publics. Une équipe d'artisans experts ont nettoyé les pierres, tandis que la partie supérieure, que le passage du temps avait particulièrement endommagé, a elle été restaurée et rendue étanche. Un escalier extérieur, en harmonie avec l'architecture de la structure, a été érigé afin de permettre au public d'accéder aux étages supérieurs.
À Woodford, un autre château anglo-normand fut construit dans la période post-1600 par le chevalier de Kerry.
Le Centre littéraire Seanchai qui est situé à côté d'une maison de ville d'architecture georgienne, est là pour aider les visiteurs à en apprendre davantage sur l'histoire du château et, selon le coordinateur du centre, Cara Trant, l'ensemble du projet devrait être d'une importance significative pour Listowel en termes d'attraction touristique.
Les travaux de restauration au château de Listowel furent réalisés par l'Office des Travaux publics.

## Source
- (en) Cet article est partiellement ou en totalité issu de l’article de Wikipédia en anglais intitulé « Listowel Castle » (voir la liste des auteurs).